# Hăbășești, Iași
Hăbășești este un sat în comuna Strunga din județul Iași, Moldova, România.

## Fotogalerie

### Biserica Sfântul Dumitru din Hăbășești

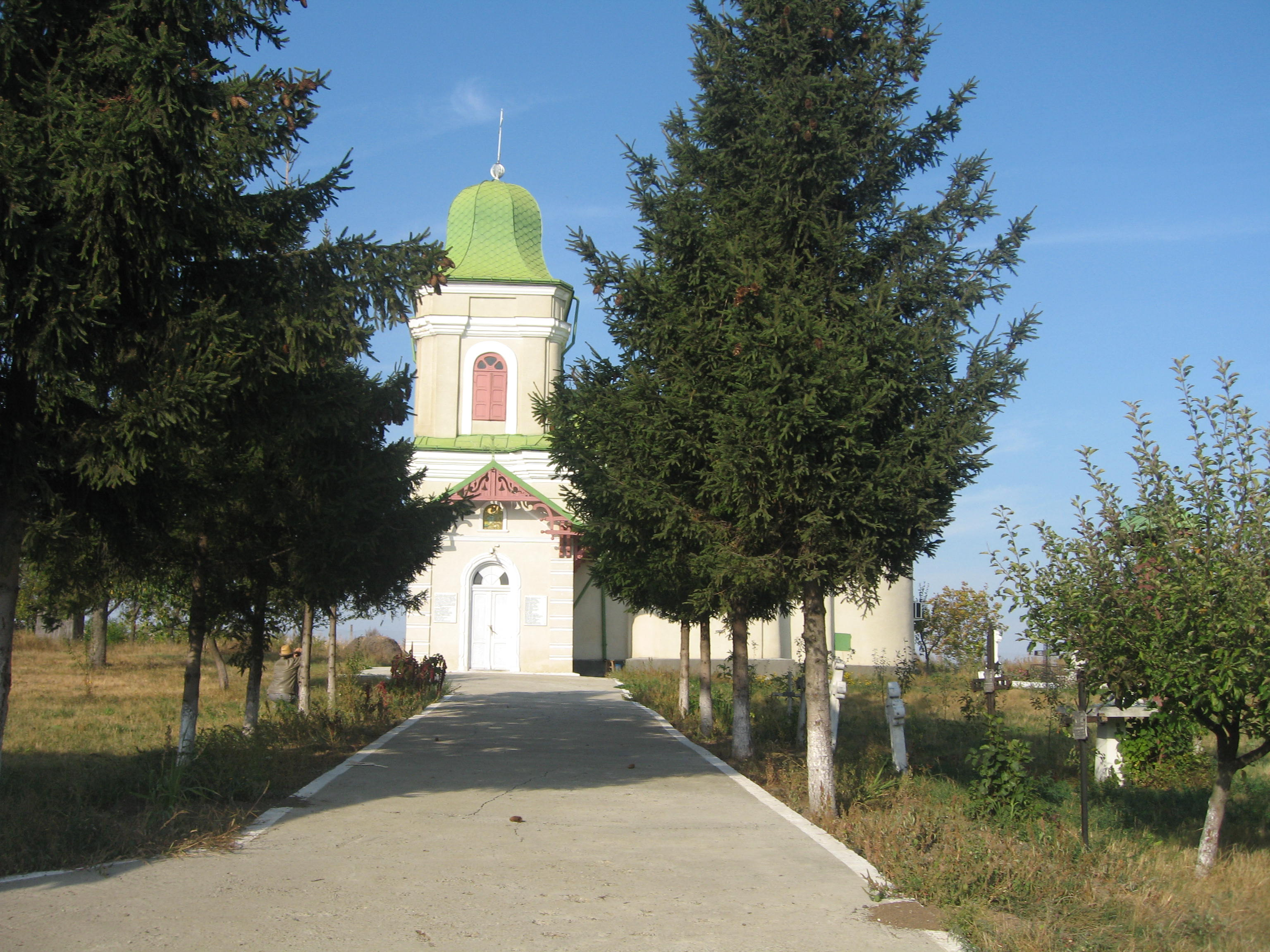
Biserica Sfântul Dumitru din Hăbăşeşti
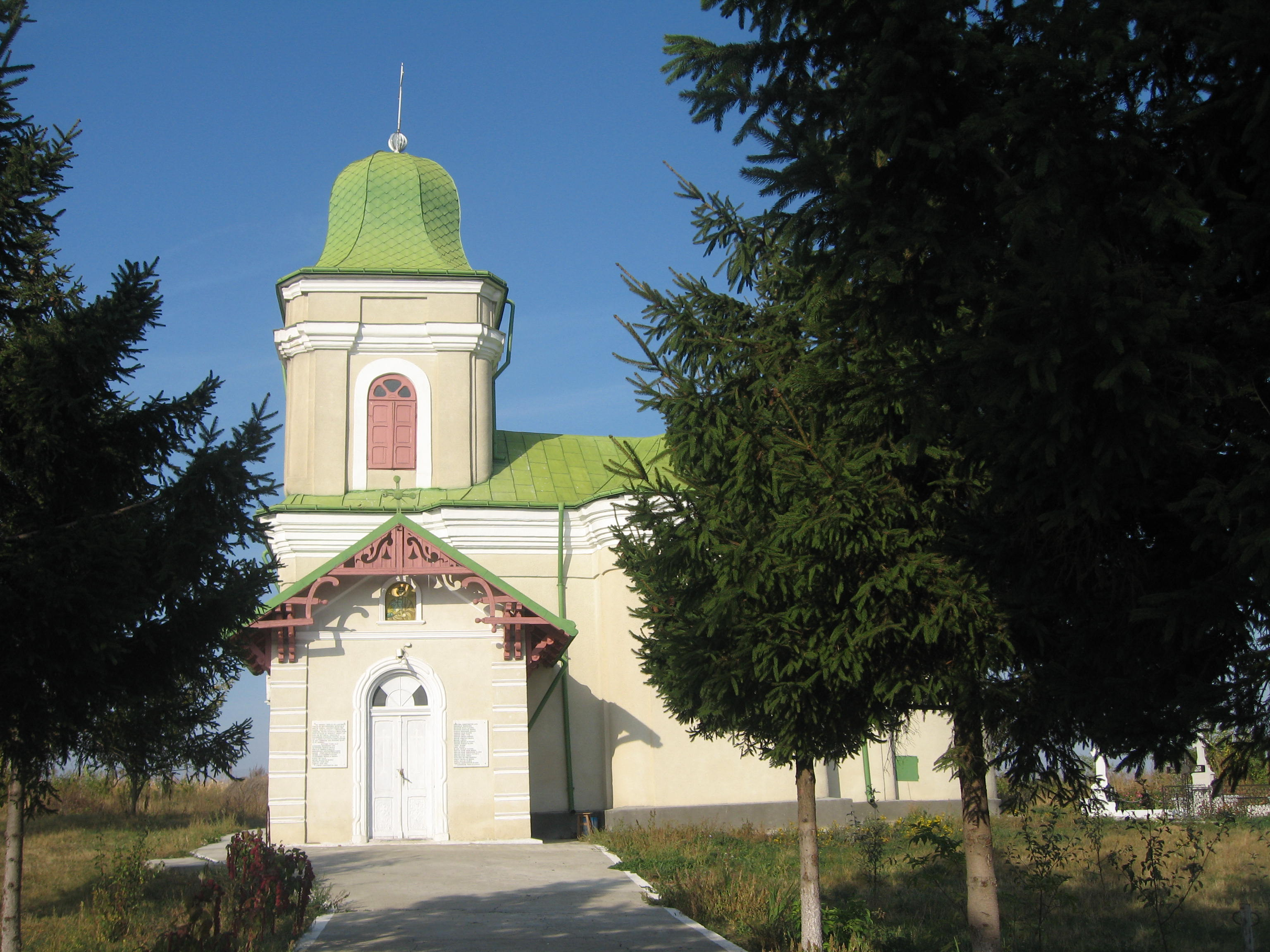
Biserica
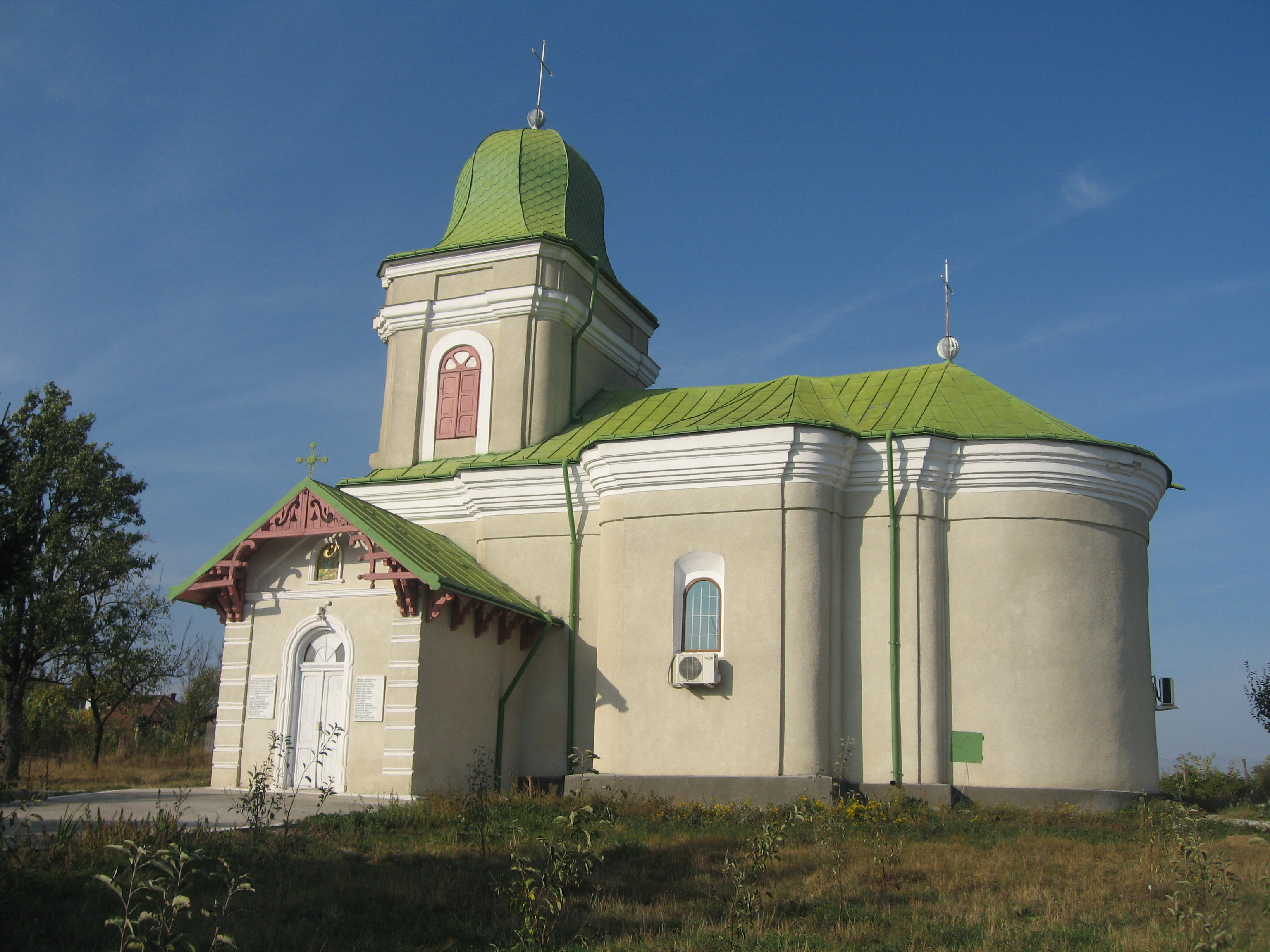
Biserica
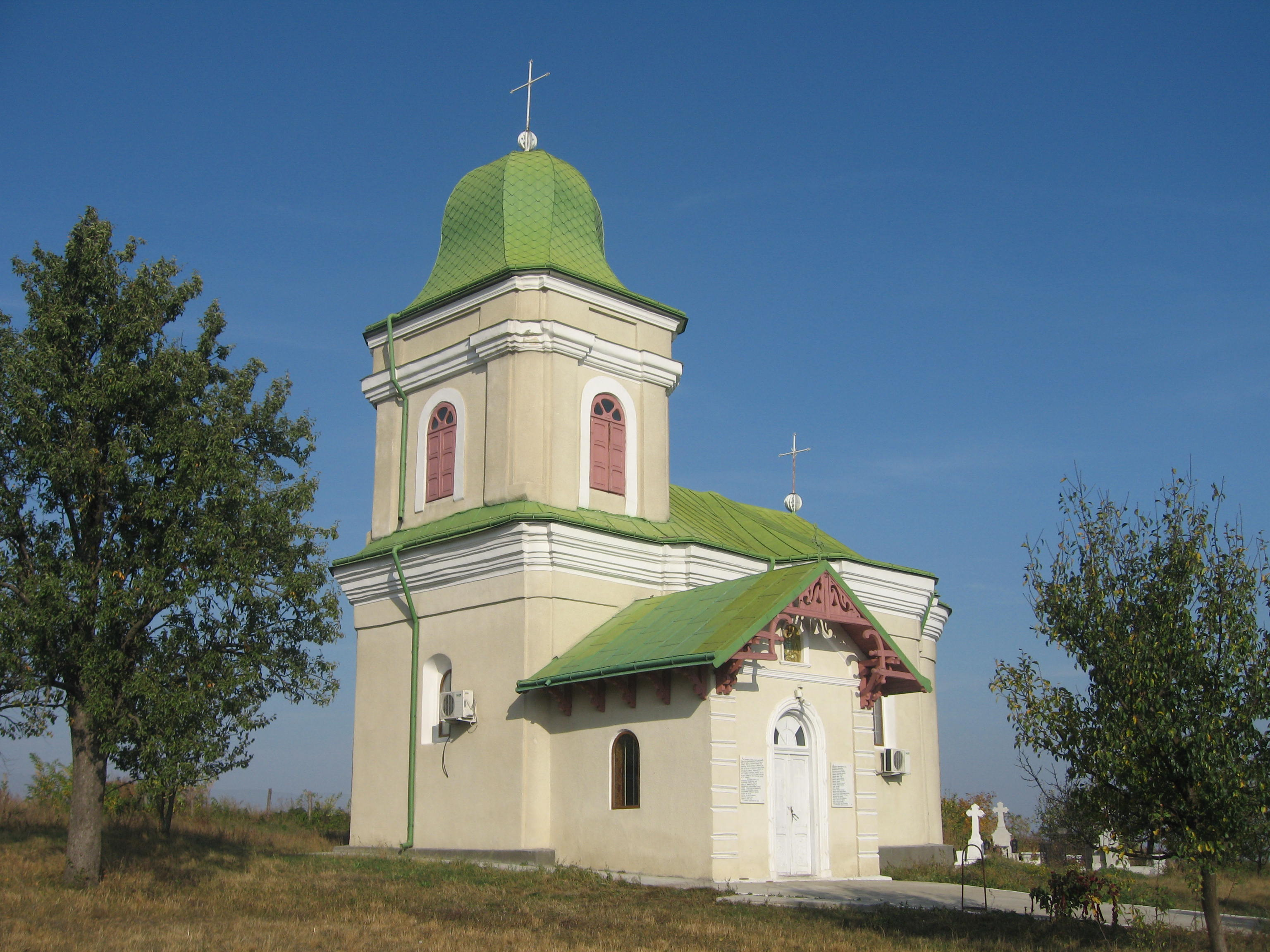
Biserica
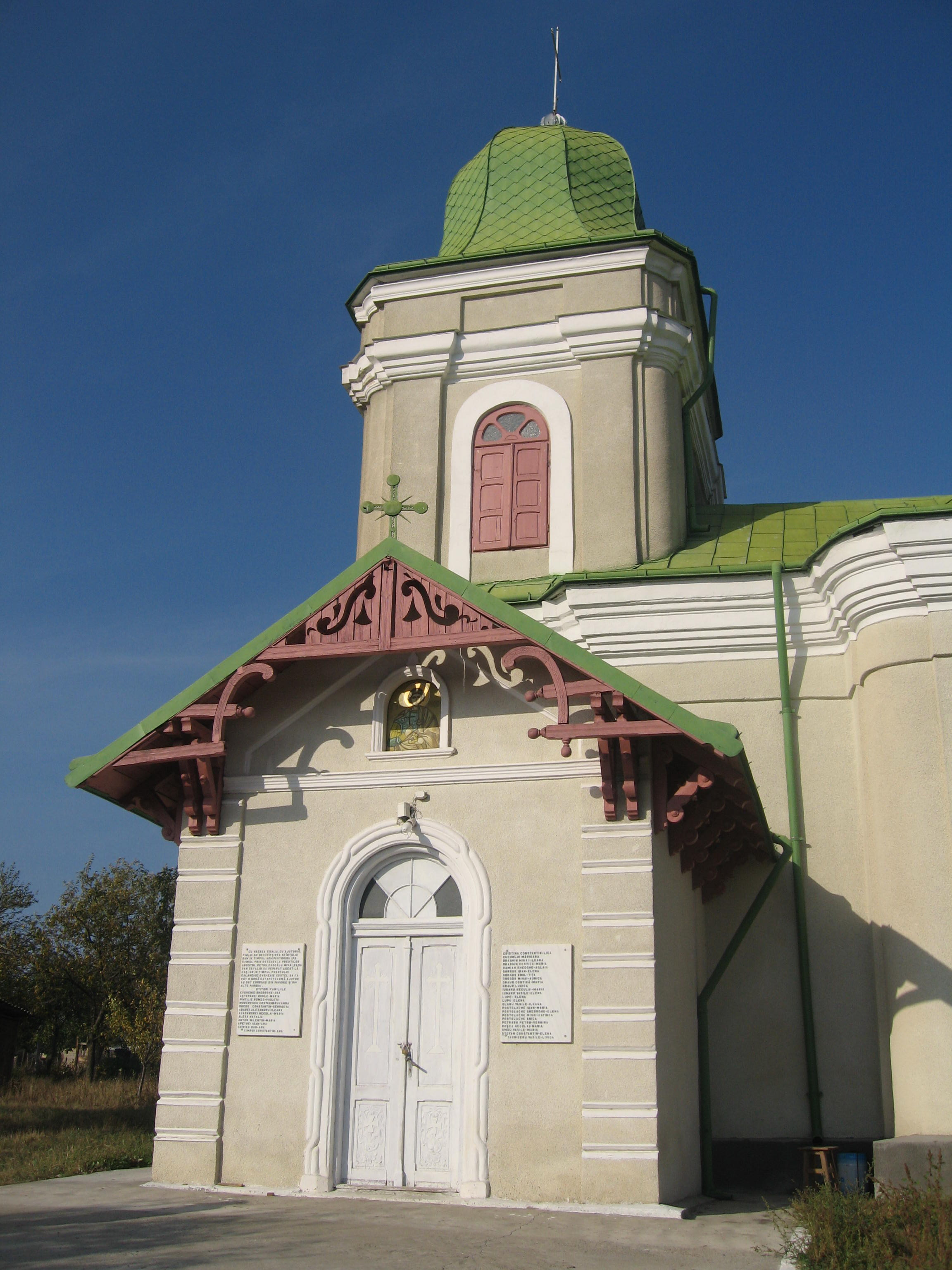
Pridvorul şi clopotniţa
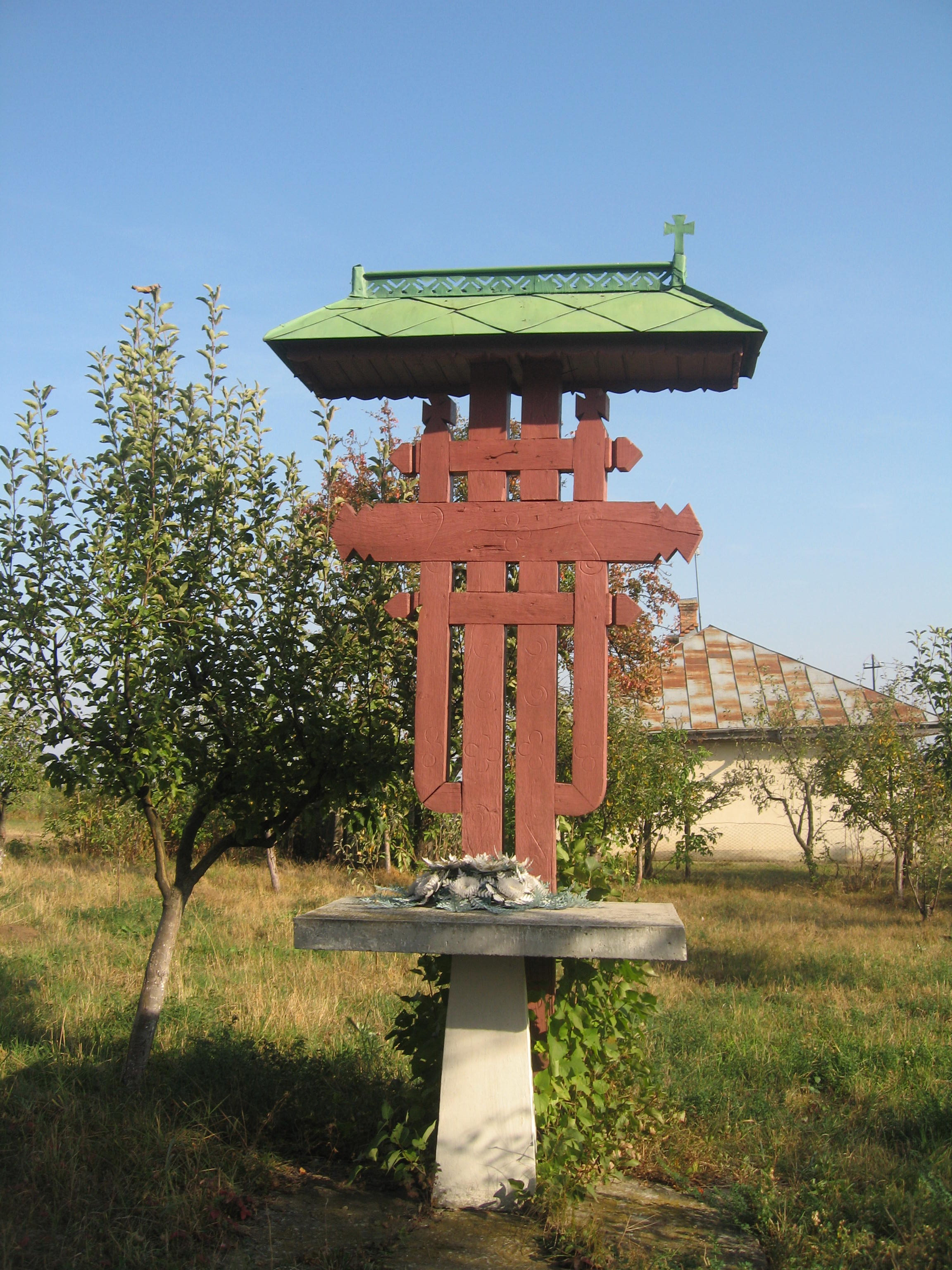
Troiţă în curtea bisericii